# Catriona LeMay Doan

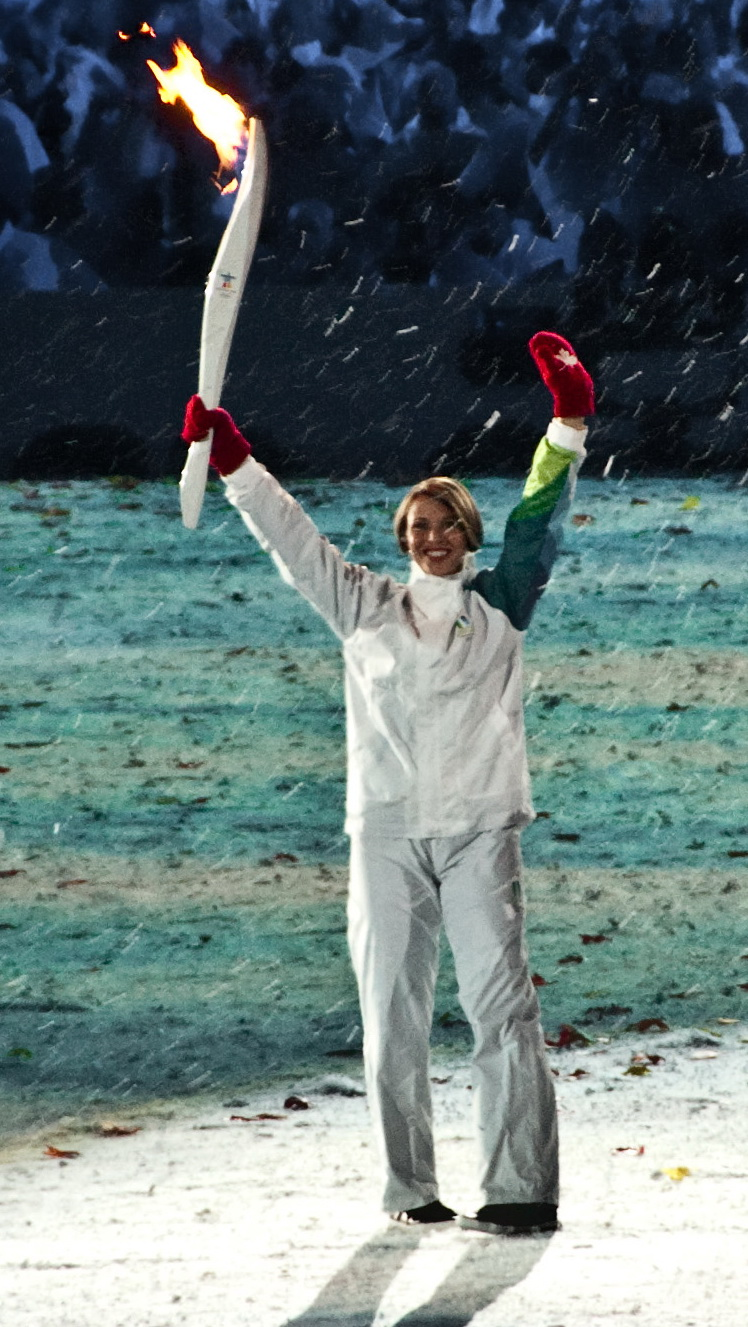
Catriona LeMay Doan trägt die olympische Fackel bei den Olympischen Spielen 2010

Catriona Ann LeMay Doan (* 23. Dezember 1970 in Saskatoon) ist eine ehemalige kanadische Eisschnellläuferin.
Catriona LeMay Doan gewann die 500 m bei den Olympischen Spielen 1998 in Nagano, Japan und bei den Olympischen Spielen 2002 in Salt Lake City, Utah. Aus diesem Grund erhielt sie den Titel „Schnellste Frau auf dem Eis“. Bei den Olympischen Spielen in Nagano, gewann sie zusätzlich die Bronzemedaille über 1000 m. Sie war Sprintweltmeisterin 1998 und 2002 und Weltmeisterin über 500 m in den Jahren 1998, 1999 und 2001. Im Jahr 2000 belegte sie den 3. Platz über 500 m bei der WM. Außerdem hat sie viermal den Gesamtweltcup über 500 m (1998, 1999, 2001 und 2002) und einmal den Gesamtweltcup über 1000 m (1998) gewonnen.
Am 22. November 1997 lief sie in Calgary über 500 m 37,90s und blieb damit als erste Frau unter 38 Sekunden. In den folgenden fünf Jahren verbesserte sie den Rekord noch sechsmal und so lief sie im Dezember 2001 37,22s. Keine andere Eisschnellläuferin verbesserte einen Weltrekord auf einer Strecke achtmal in Folge.
Es war jedoch ein langer Weg, bevor Catriona um olympisches Gold und Weltrekorde kämpfen konnte. Bei den Olympischen Spielen 1994 stürzte sie über 500 m und über 1500 m erreichte sie den 17. Platz als ihr bestes Ergebnis. Vor den Spielen in Nagano trainierte sie mit ihrer Teamkameradin und Rivalin Susan Auch bei Susans Bruder, Derrick Auch. In Nagano wurde Susan Auch Zweite über 500 m, den ersten Platz belegte Catriona. Mittlerweile trainierte sie bei dem kanadischen Sprinttrainer Sean Ireland.
Catriona ist mit Bart Doan verheiratet, einem Rodeocowboy und Eismeister im Olympic Oval, und einem Cousin des NHL-Eishockeyspielers Shane Doan. Im Jahr 2002 veröffentlichte sie ihre Biografie „Going for Gold“.
Im Jahr 2003 erklärte sie ihren Rücktritt, und ein Jahr später bekam sie ihre Tochter. Bei den Sommerspielen in Athen (2004) arbeitete sie für die kanadische Broadcasting Corporation als Kommentatorin und sie gehörte zur kanadischen Vertretung bei der Wahl von Vancouver als Austragungsort der Olympischen Spiele 2010. Bei der Eröffnungsfeier der Spiele am 12. Februar 2010 gehörte sie gemeinsam mit Wayne Gretzky, Nancy Greene und Steve Nash zu den Schlussläufern des olympischen Fackellaufs, konnte aber aufgrund einer technischen Panne nicht wie geplant das olympische Feuer gemeinsam mit Gretzky, Greene und Nash entzünden.
Im Jahr 2005 hielt sie Einzug in die kanadische Hall of Fame (Sport) und erhielt den Titel eines Offiziers des Order of Canada. Sie war Kommentatorin während der Olympischen Spiele 2006 in Turin und ist Athletenbotschafterin der Entwicklungshilfeorganisation Right to Play.
Catriona LeMay Doan ist seit Mitte der 1990er Jahre bekennende Christin. Sie setzt sich sehr für Special Olympics Kanada ein. Bei den Special Olympics World Winter Games 2013 war sie eine der Ehrentrainerinnen für das kanadische Team.